# Presidenti della Liberia
I presidenti della Liberia dal 1848 (data di entrata in vigore della nuova Costituzione) ad oggi sono i seguenti.

## Lista
| Presidente (Nascita-Morte)                                                             | Presidente (Nascita-Morte) | Presidente (Nascita-Morte)         | Partito                                  | Elezione                           | Inizio            | Fine                                    | Vicepresidente | Vicepresidente                                                   |
| -------------------------------------------------------------------------------------- | -------------------------- | ---------------------------------- | ---------------------------------------- | ---------------------------------- | ----------------- | --------------------------------------- | -------------- | ---------------------------------------------------------------- |
| 1                                                                                      |                            | Joseph Jenkins Roberts (1809-1876) | Indipendente                             | 1847, 1849, 1851, 1853             | 3 gennaio 1848    | 7 gennaio 1856                          |                | - Nathaniel Brander - Anthony D. Williams - Stephen Allen Benson |
| 2                                                                                      |                            | Stephen Allen Benson (1816-1865)   | Indipendente                             | 1855, 1857, 1859, 1861             | 7 gennaio 1856    | 4 gennaio 1864                          |                | - Beverly Page Yates - Daniel Bashiel Warner                     |
| 3                                                                                      |                            | Daniel Bashiel Warner (1815-1880)  | Partito Repubblicano                     | 1863, 1865                         | 4 gennaio 1864    | 6 gennaio 1868                          |                | James M. Priest                                                  |
| 4                                                                                      |                            | James Spriggs Payne (1819-1882)    | Partito Repubblicano                     | 1867                               | 6 gennaio 1868    | 3 gennaio 1870                          |                | Joseph Gibson                                                    |
| 5                                                                                      |                            | Edward James Roye (1815-1872)      | Partito Whig                             | 1869                               | 3 gennaio 1870    | 26 ottobre 1871                         |                | James Skivring Smith                                             |
| 6                                                                                      |                            | James Skivring Smith (1825-1892)   | Partito Whig                             |                                    | 26 ottobre 1871   | 1º gennaio 1872                         |                | nessuno                                                          |
| 7                                                                                      |                            | Joseph Jenkins Roberts (1809-1876) | Partito Repubblicano                     | 1871, 1873                         | 1º gennaio 1872   | 3 gennaio 1876                          |                | Anthony W. Gardiner                                              |
| 8                                                                                      |                            | James Spriggs Payne (1819-1882)    | Partito Repubblicano                     | 1875                               | 3 gennaio 1876    | 7 gennaio 1878                          |                | Charles Harmon                                                   |
| 9                                                                                      |                            | Anthony W. Gardiner (1820-1885)    | Partito Whig                             | 1877, 1879, 1881                   | 7 gennaio 1878    | 20 gennaio 1883                         |                | Alfred Francis Russell                                           |
| 10                                                                                     |                            | Alfred Francis Russell (1817-1884) | Partito Whig                             |                                    | 20 gennaio 1883   | 7 gennaio 1884                          |                | nessuno                                                          |
| 11                                                                                     |                            | Hilary R. W. Johnson (1837-1901)   | Partito Whig                             | 1883, 1885, 1887, 1889             | 7 gennaio 1884    | 4 gennaio 1892                          |                | James Thompson                                                   |
| 12                                                                                     |                            | Joseph James Cheeseman (1843-1896) | Partito Whig                             | 1891, 1893                         | 4 gennaio 1892    | 12 novembre 1896                        |                | William D. Coleman                                               |
| 13                                                                                     |                            | William D. Coleman (1842-1908)     | Partito Whig                             | 1895, 1897                         | 12 novembre 1896  | 11 dicembre 1900                        |                | Joseph J. Ross                                                   |
| 14                                                                                     |                            | Garretson W. Gibson (1832-1910)    | Partito Whig                             | 1899, 1901                         | 11 dicembre 1900  | 4 gennaio 1904                          |                | Joseph D. Summerville                                            |
| 15                                                                                     |                            | Arthur Barclay (1854-1938)         | Partito Whig                             | 1903, 1905, 1907                   | 4 gennaio 1904    | 1º gennaio 1912                         |                | J. J. Dossen                                                     |
| 16                                                                                     |                            | Daniel Edward Howard (1861-1935)   | Partito Whig                             | 1911, 1915                         | 1º gennaio 1912   | 5 gennaio 1920                          |                | Samuel George Harmon                                             |
| 17                                                                                     |                            | Charles D. B. King (1875-1961)     | Partito Whig                             | 1919, 1923, 1927                   | 5 gennaio 1920    | 3 dicembre 1930                         |                | - Samuel Alfred Ross - Henry Too Wesley - Allen Yancy            |
| 18                                                                                     |                            | Edwin Barclay (1882-1955)          | Partito Whig                             | 1931, 1939                         | 3 dicembre 1930   | 3 gennaio 1944                          |                | James Skivring Smith, Jr.                                        |
| 19                                                                                     |                            | William Tubman (1895-1971)         | Partito Whig                             | 1943, 1951, 1955, 1959, 1963, 1967 | 3 gennaio 1944    | 23 luglio 1971                          |                | - Clarence Lorenzo Simpson - William R. Tolbert Jr.              |
| 20                                                                                     |                            | William R. Tolbert Jr. (1913-1980) | Partito Whig                             | 1971, 1975                         | 23 luglio 1971    | 12 aprile 1980 (assassinato)            |                | - James Edward Greene - Bennie Dee Warner                        |
| Carica assente a seguito del colpo di Stato del 1980 e definizione di un nuovo governo |                            |                                    |                                          |                                    |                   |                                         |                |                                                                  |
| Presidenti                                                                             |                            |                                    |                                          |                                    |                   |                                         |                |                                                                  |
| 21                                                                                     |                            | Samuel Kanyon Doe (1951-1990)      | Partito Nazionale Democratico            | 1985                               | 6 gennaio 1986    | 9 settembre 1990 (assassinato)          |                | Harry Moniba                                                     |
| Presidenti ad interim                                                                  |                            |                                    |                                          |                                    |                   |                                         |                |                                                                  |
|                                                                                        |                            | Amos Sawyer (1945-2022)            | Partito Popolare Liberiano               |                                    | 22 novembre 1990  | 7 marzo 1994                            |                |                                                                  |
|                                                                                        |                            | David Kpormakpor                   | Indipendente                             |                                    | 7 marzo 1994      | 1º settembre 1995                       |                |                                                                  |
|                                                                                        |                            | Wilton Sankawulo                   | Indipendente                             |                                    | 1º settembre 1995 | 3 settembre 1996                        |                |                                                                  |
|                                                                                        |                            | Ruth Perry                         | Indipendente                             |                                    | 3 settembre 1996  | 2 agosto 1997                           |                |                                                                  |
| Presidenti                                                                             |                            |                                    |                                          |                                    |                   |                                         |                |                                                                  |
| 22                                                                                     |                            | Charles Taylor (1948-)             | Partito Patriottico Nazionale            | 1997                               | 2 agosto 1997     | 11 agosto 2003 (dimissioni volontarie)  |                | - Enoch Dogolea - Moses Blah                                     |
| 23                                                                                     |                            | Moses Blah (1947-2013)             | Partito Patriottico Nazionale            |                                    | 11 agosto 2003    | 24 ottobre 2003 (dimissioni volontarie) |                | nessuno                                                          |
| Governo di Transizione Nazionale                                                       |                            |                                    |                                          |                                    |                   |                                         |                |                                                                  |
|                                                                                        |                            | Gyude Bryant (1949-2014)           | Partito d'Azione Liberiano               |                                    | 14 ottobre 2003   | 16 gennaio 2006 (dimissioni volontarie) |                | Wesley Momo Johnson                                              |
| Presidenti                                                                             |                            |                                    |                                          |                                    |                   |                                         |                |                                                                  |
| 24                                                                                     |                            | Ellen Johnson Sirleaf (1938-)      | Partito dell'Unità                       | 2005, 2011                         | 16 gennaio 2006   | 22 gennaio 2018                         |                | Joseph Boakai                                                    |
| 25                                                                                     |                            | George Weah (1966-)                | Congresso per il Cambiamento Democratico | 2017                               | 22 gennaio 2018   | 22 gennaio 2024                         |                | Jewel Taylor                                                     |
| 26                                                                                     |                            | Joseph Boakai (1944-)              | Partito dell'Unità                       | 2023                               | 22 gennaio 2024   | in carica                               |                | Jeremiah Koung                                                   |